# Trapezites argenteoornatus
Trapezites argenteoornatus é uma espécie de borboleta da família Hesperiidae.